# Dipòsits Renfe
Els Dipòsits Renfe son una obra de Girona inclosa a l'Inventari del Patrimoni Arquitectònic de Catalunya.

## Descripció
Els dos dipòsits tenen una base d'obra, coberta amb volta rebaixada, flanquejada per deu columnes de ferro que sostenen els dos cossos cilíndrics formats per grans planxes metàl·liques. Al costat s'alça la balla amb un primer cos d'obra i un reixat de ferro, que es distingeix per la decoració senzilla, la utilització racional del material i total absència de monumentalitat.

## Història
El 24 de novembre de 1910 la Compañía de los Ferrocarriles de Madrid a Zaragoza y Alicante (M.Z.A.) acordà la instal·lació d'un dipòsit de màquines i taller de reparació, les obres dels quals començaren el dia 1 de gener de 1911. Foren inaugurats el setembre de 1914 i constitueixen un important exemple d'arquitectura industrial.